# .tp
.tp je internetová národní doména nejvyššího řádu pro Východní Timor. Výběr zkratky, která znamená portugalsky Timor Português, je pozůstatkem Timoru jako portugalské kolonie. Poprvé byla zkratka uvedena v prosinci 1997 irským internetovým providerem Connect Ireland, kdy byl Východní Timor pod správou Indonésie.
Používá se přesto, že neodpovídá standardu ISO 3166-1 pro dvouznakové označení států, jelikož podle tohoto standardu je správná zkratka TL (od Timor-Leste – Východní Timor).